# Alf Roger Holme
Alf Roger Holme es un deportista noruego que compitió en triatlón. Ganó una medalla de plata en el Campeonato Mundial de Triatlón de Invierno de 2006, y una medalla de oro en el Campeonato Europeo de Triatlón de Invierno de 2006.

## Palmarés internacional
| Campeonato Mundial | Campeonato Mundial  | Campeonato Mundial | Campeonato Mundial |
| Año                | Lugar               | Medalla            | Prueba             |
| ------------------ | ------------------- | ------------------ | ------------------ |
| 2006               | Sjusjøen (Noruega)  | Medalla de plata   | Individual         |
| Campeonato Europeo |                     |                    |                    |
| Año                | Lugar               | Medalla            | Prueba             |
| 2006               | Schilpario (Italia) | Medalla de oro     | Individual         |